# بورلی شورز (ایندیانا)
بورلی شورز (به انگلیسی: Beverly Shores) یک شهر در ایالات متحده آمریکا است که در شهرستان پرتر، ایندیانا واقع شده‌است. بورلی شورز ۱۵٫۰۹ کیلومتر مربع مساحت و ۶۱۳ نفر جمعیت دارد و ۱۸۹ متر بالاتر از سطح دریا واقع شده‌است.